# Howtwa (Dorf)
Howtwa (ukrainisch Говтва, historisch: ukrainisch Голтва Holtwa, russisch Голтва Goltwa; russisch Говтва Gowtwa, polnisch Oltwa) ist ein Dorf im Rajon Poltawa der zentralukrainischen Oblast Poltawa mit etwa 400 Einwohnern.

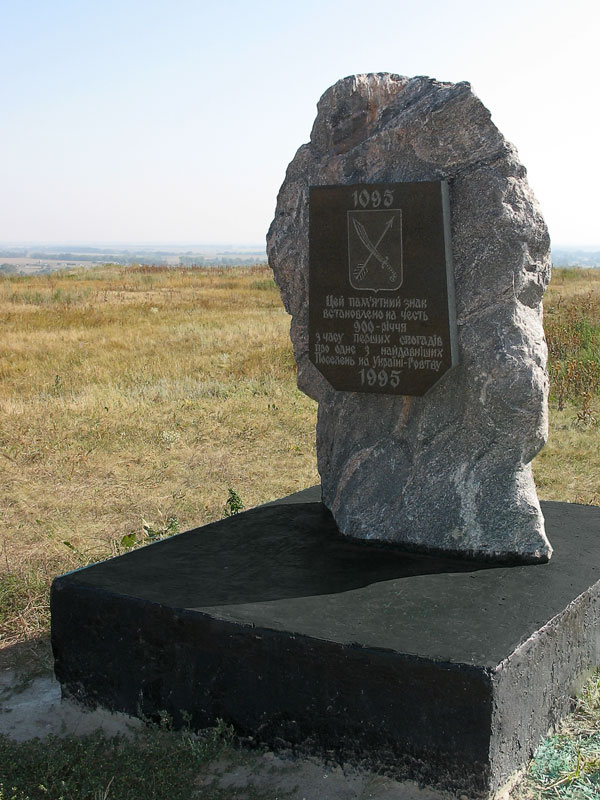
Gedenkstein zum 900-jährigen Bestehen der Ortschaft

## Geografische Lage
Howtwa liegt an der Mündung des Flusses Howtwa in den Psel.

## Geschichte
Erstmals urkundlich erwähnt wurde Howtwa 1097, als der Ort ein Teil des Befestigungssystems der Kiewer Rus gegen von Osten einfallende Steppenvölker war. Im 12. Jahrhundert lag er an dem Hauptweg zwischen dem Reich und dem im Osten liegenden Gebiet der Polowzen/Kumanen. In der Tatarenzeit ab Mitte des 13. Jh. war Howtwa nicht dauerhaft besiedelt. 1530 kam es in der Nähe der Ortschaft am Fluss Howtwa zu einer Schlacht zwischen Polen und Tataren.
Ab Anfang des 17. Jh. war das mittlerweile zu Polen-Litauen gehörende Howtwa wieder dauerhaft besiedelt. 1631 wurde der Ort Teil der Starost Tscherkassy und erhielt Befestigungsanlagen. 1638 konnte der Kosaken-Hetman Ostranyn hier eine Attacke von Kriegern des Polen Potozki erfolgreich abwehren.

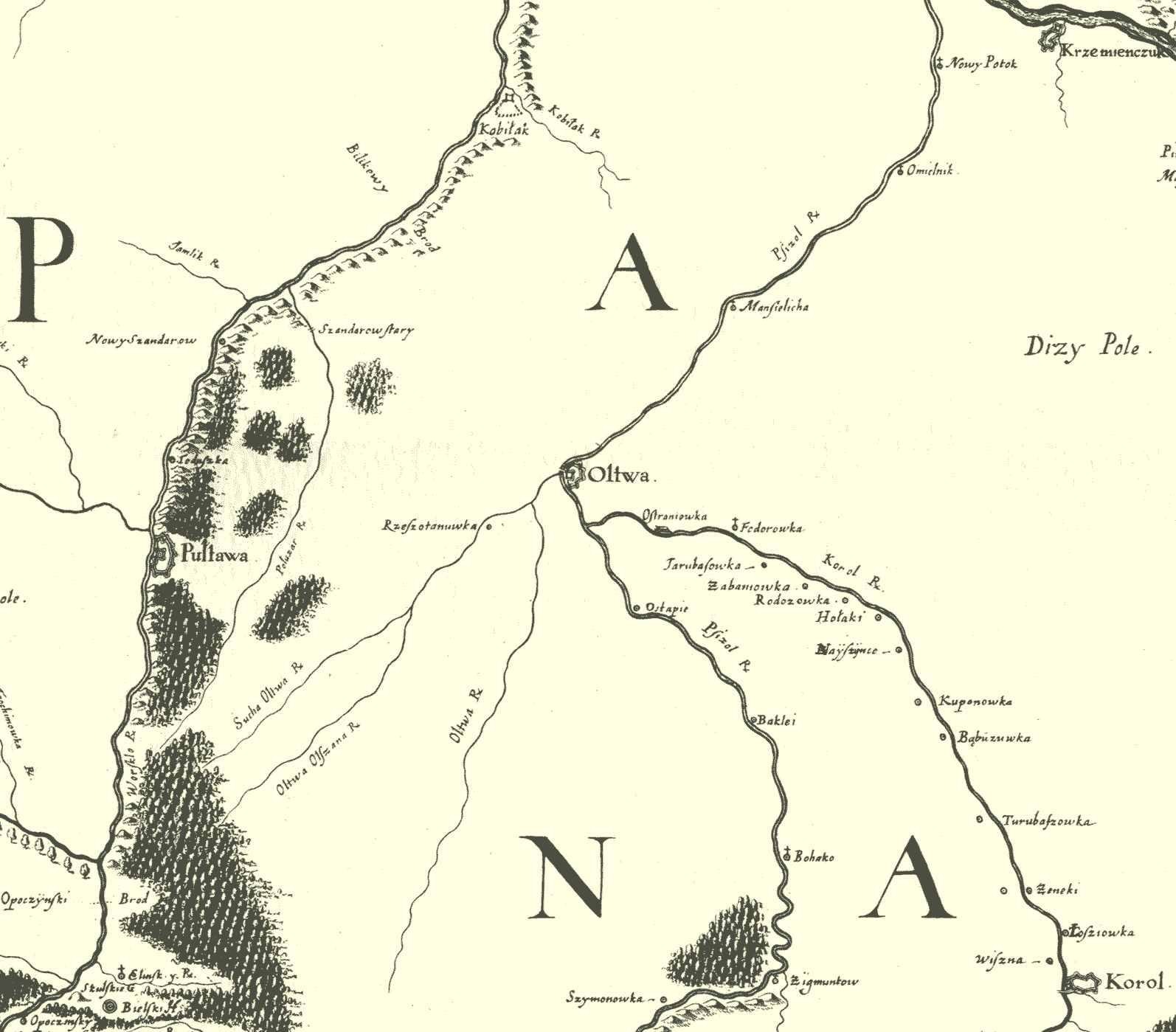
Karte der Region um Howtwa (1650)

Ab 1648 war die damalige Kleinstadt Sitz einer Kosakenhundertschaft, die zum Myrhoroder Pulk gehörte. 1658 und 1661 kam es bei Howtwa zu Kämpfen zwischen russischen Kämpfern und Gefolgsleuten des Hetman Iwan Wyhowskyj, während 1696 Kosaken gegen Tataren kämpften. Im August 1692 wurde Howtwa vom Kosaken-Hetman Iwan Masepa besucht. Nach der Eingliederung des Kosakenstaates ins Russische Reich lag der Ort nicht mehr in einer Grenzregion und verlor damit seine militärische Bedeutung.

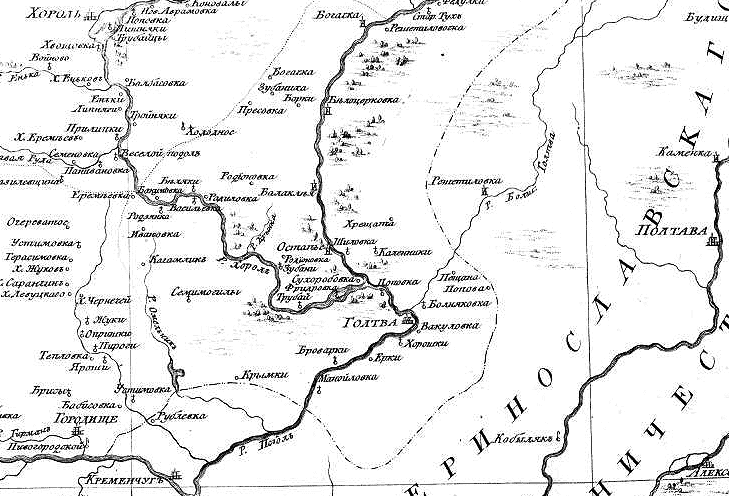
Karte der Region um Howtwa (1800)

 1782 wurde das damals zur Kiewer Namestnytschestwo gehörende Howtwa zur Stadt erhoben und dem Ort ein Wappen verliehen, das dem der ebenfalls zum Befestigungssystem der Kiewer Rus gehörenden Stadt Chorol sehr ähnlich ist.
Im 19. Jahrhundert verlor die Siedlung an Bedeutung, da die Flüsse als Transportwege eine immer geringere Rolle spielten und sie nicht an das Eisenbahnnetz angeschlossen wurde. Wieder auf den Status einer Kleinstadt zurückgestuft, kam sie zunächst zur Namestnytschestwo Jekaterynoslaw und anschließend zum Gouvernement Poltawa. Ende des 19. Jahrhunderts verfügte der Ort über drei Kirchen, eine Lehranstalt, einen Wochen- und vier Jahrmärkte. 1897 veröffentlichte Maxim Gorki eine Kurzgeschichte, deren Handlung auf einem Jahrmarkt in Howtwa spielt.
Im 20. Jh. hat sich die Bedeutung des Ortes weiter verringert, er besitzt nur noch den Status eines Dorfes. Die Kirchen wurden zerstört, sodass heute nur Reste der Befestigungsanlagen an die ehemalige Bedeutung von Howtwa erinnern. Nachdem der Ort 1987 noch ca. 450 Einwohner hatte, ist die Zahl der Einwohner weiter gesunken.
Am 12. Juni 2020 wurde das Dorf ein Teil der Stadungsgemeinde Reschetyliwka, bis dahin bildete es zusammen mit den Dörfern Bunjakiwka (Буняківка), Kysseliwka (Киселівка) und Plawni (Плавні) Teil der Landratsgemeinde Howtwa (Говтвянська сільська рада/Howtwjanska silska rada) im Norden des Rajons Koselschtschyna.
Am 17. Juli 2020 kam es im Zuge einer großen Rajonsreform zum Anschluss des Rajonsgebietes an den Rajon Poltawa.